# Mesa de ofrendas

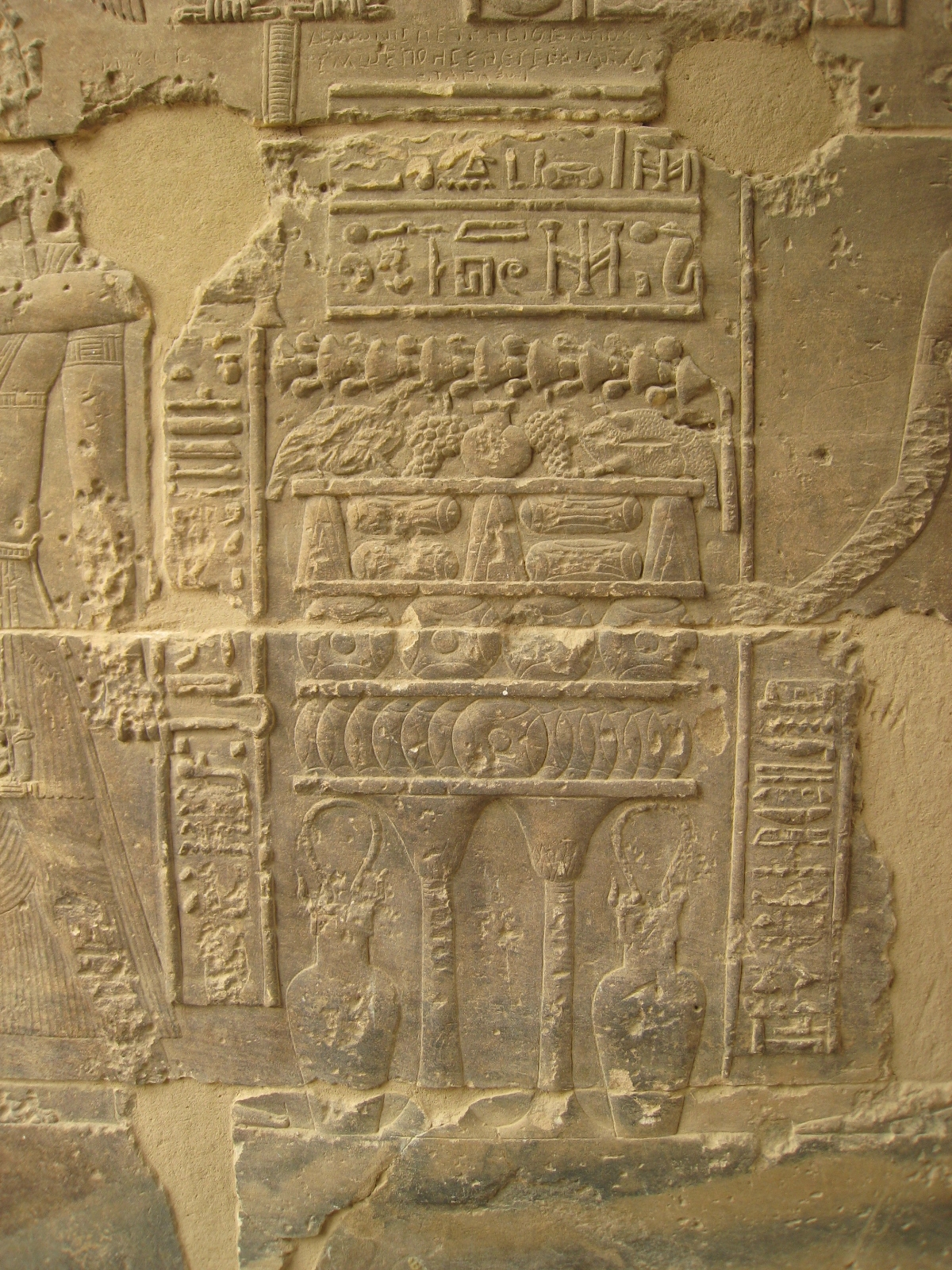
Mesa de ofrenda egipcia en Filé.

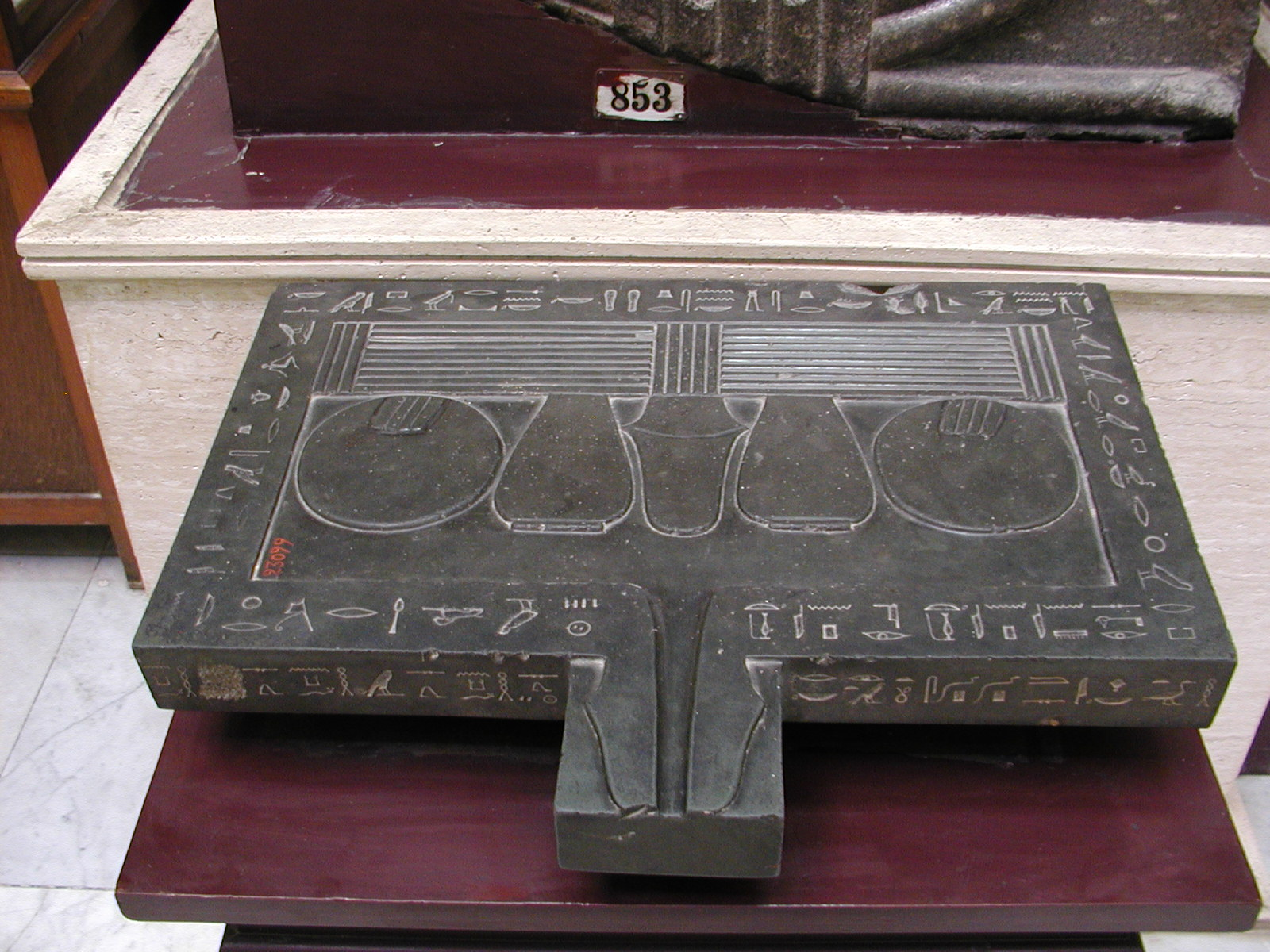
Mesa de ofrendas de Amenardis, Museo Egipcio de El Cairo.

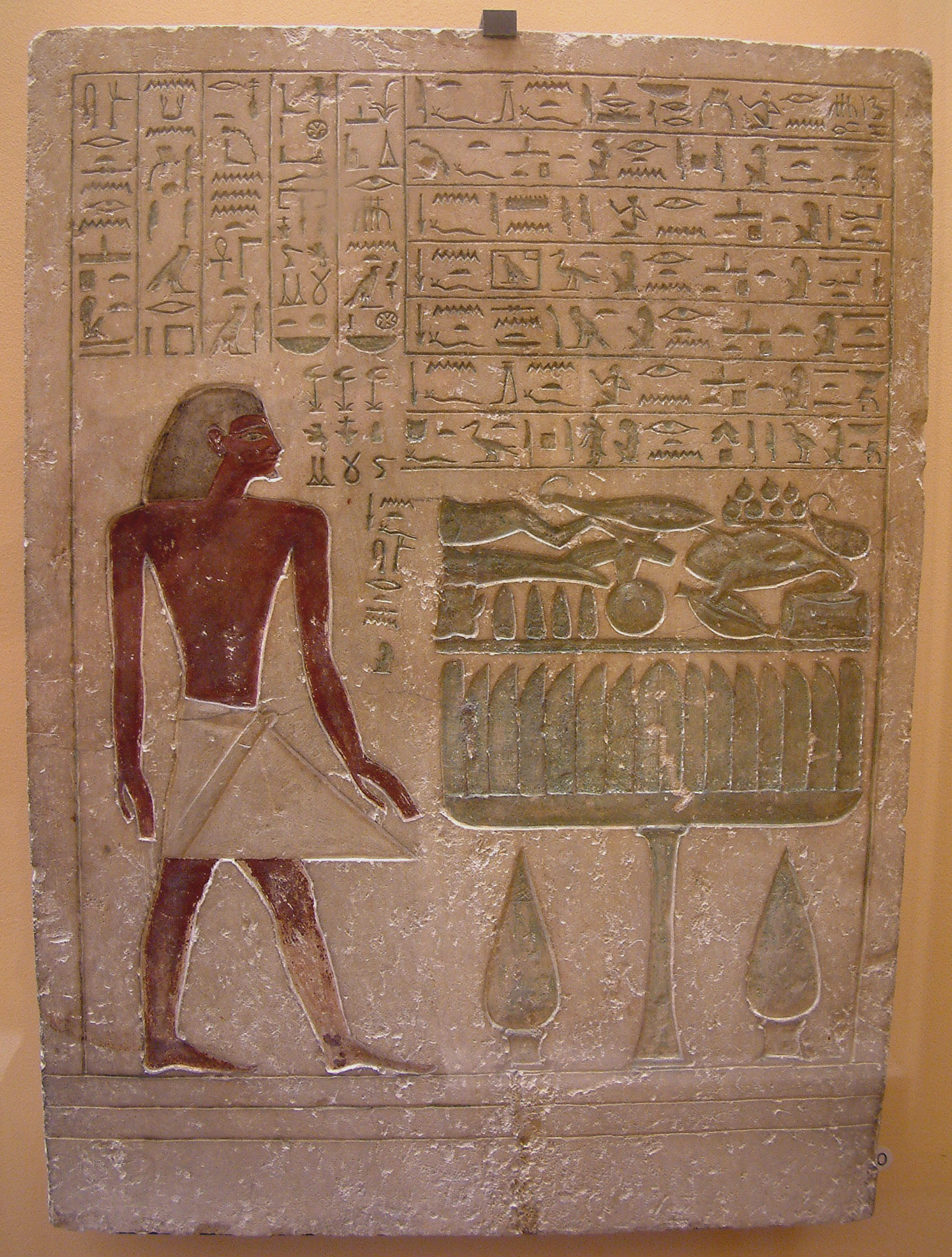
El administrador Senusret delante de su mesa de ofrendas, mediados de la Dinastía XII, Museo del Louvre.

Una mesa de ofrendas es una mesa, por lo general de piedra, en la que se depositaban ofrendas.
En el arte del Antiguo Egipto, estos muebles frecuentemente estaban en las tumbas o representadas allí.
En la cultura china, las mesas de ofrendas eran construidas por las familias en los templos, pero también las tenían en casa con motivo del Año Nuevo Chino o ante la proximidad de exámenes, queman incienso en el centro y las ofrendas se disponen alrededor del borde de la mesa.
También se encuentran en la religión cristiana, colocadas en el exterior, cerca de la entrada de una iglesia, o en el interior, en una de las naves.

## Antiguo Egipto
Las mesas de ofrendas, que se empezaron a utilizar durante el Imperio Antiguo, eran generalmente accesibles (en la entrada de la capilla del propietario de la tumba y delante de la falsa puerta) para que los sacerdotes funerarios o la familia del difunto pudiesen acceder fácilmente a ellas y disponer las ofrendas, que en un primer momento se limitaban al ajuar funerario. En las tumbas más ricas, eran como altares y se situaban en el patio del templo. 
También fueron diseñadas para ofrecer virtualmente los alimentos en la tumba pues las mesas de ofrendas son una derivación de las primitivas esterillas de junco o papiro sobre la que se servían los alimentos al difunto, la ofrenda hetep. Por esta razón aparecen representaciones de alimentos o utensilios que se utilizaban al comer y tienen un surco para evacuar el agua. Suelen tener dos formas, como disco de ofrendas, como queriendo imitar a los veladores circulares que utilizaban las clases pudientes para comer y las más numerosas, las rectangulares.
Cuando se representaban en tumbas o estelas funerarias, solían ir acompañadas de la fórmula de ofrenda que permitía hacer realidad los alimentos en ella representados para la comida del difunto. 

### Mesas de ofrendas célebres
- De Amenemhat II,[1] ornamentado en el centro con el signo Sema-Tauy, símbolo de las Dos Tierras; sus cuatro lados llevan fórmulas de ofrenda a los dioses Osiris y Anubis, grabados con los nombres de Sa-Ra y Nesut-Bity de Amenemhat II;
- De Amenhotep III, Templo de Luxor;
- De la mastaba de Ajethotep,[2] que debería permitir a Ajethotep comer en el más allá. Decorada con una vasija de libación, un aguamanil, un lavabo para lavarse las manos y copas en sus soportes; el jeroglífico del centro significa "estar satisfecho";
- De Amenardis[1] (ver foto en el lateral), realizado en granito con medidas 65X50 cm;
- De Sennedjem,[1] descubierta entre el mobiliario de la tumba de Sennedjem, madera pintada presentándose como una mesa clásica de 49X59X33 cm. Sobre ella, comida y bebidas típicas talladas en su superficie así como dos vasijas de libación donde el sacerdote funerario podría verter agua, leche o vino;
- Del escriba Djehutymes;[3]
- De Tutmosis III;[4]
- Del Museo de Bellas Artes de Budapest, incluye una inscripción demótica que menciona a la diosa Sothis "Señora de Oriente", que da la vida a Pachnumes.